# Michael Haneke
Michael Haneke (født 23. marts 1942 i München) er en østrigsk filminstruktør. Michael Haneke blev født i München og voksede op i Wien hvor han studerede psykologi og filosofi. Han var forfatter og kritiker, og arbejdede for fjernsynsselskabet Südwestfunk i Baden-Baden og var teaterinstruktør ved tyske scener.

## Historie
Haneke spillefilmdebuterede med den kølige familieskildring Der siebente Kontinent (1989). Benny's Video (1992), som skildrede en ung mand som ser voldsvideoer og bliver morder, fik vid distribution. Funny Games (1997; også amerikansk nyindspilning 2007) handler om to sadistiske psykopater som terroriserer en familie. I den mere moderate Code inconnu (Kode ukendt, 2000) skildrer han flere menneskeskæbner som griber ind i hinanden. I den prisbelønnede La Pianiste (Pianisten, 2001), efter Elfriede Jelinek, spiller Isabelle Huppert en pianolærerinde med et forkrøblet følelsesliv. Huppert vandt stor anerkendelse for sin rollefortolkning også i Hanekes næste film, den apokalyptiske Le Temps du loup (Ulvetider, 2003).
Michael Haneke fik stor opmærksomhed med Caché (Skjult, 2005), om et borgerligt par, spillet af Daniel Auteuil og Juliette Binoche, som bliver indhentet af fortiden. Das weisse Band (Det hvide bånd, 2009), med handling henlagt til en tysk skole lige før 1. verdenskrig, skildrer et samfund hvor fascismen fandt grobund, og vandt Den Gyldne Palme i Cannes i 2009 og i 2011 Bodilprisen for bedste ikke-amerikanske film.
Michael Hanekes film Amour modtog ved Oscaruddelingen i 2013 en Oscar for bedste udenlandske film. 
Haneke blev i 2014 tildelt den danske Sonningpris.